# Charaktertafel
Eine Charaktertafel enthält Informationen über die irreduziblen Darstellungen einer endlichen Gruppe. In der Chemie kann man mit ihrer Hilfe Aussagen über Eigenschaften von Molekülen basierend auf der zugehörigen Punktgruppe machen.
Die eigentliche Charaktertafel einer Gruppe {\displaystyle G} ist eine quadratische Tabelle mit komplexen Zahlen als Einträgen. Die Zeilen entsprechen den irreduziblen Darstellungen von {\displaystyle G}, die Spalten den Konjugationsklassen in {\displaystyle G}. Der Tabelleneintrag zur Darstellung {\displaystyle \rho } und Konjugationsklasse {\displaystyle C} ist der Wert des zu {\displaystyle \rho } gehörenden Charakters, ausgewertet auf einem beliebigen Element von {\displaystyle C}.

## Definitionen
Jede irreduzible Darstellung {\displaystyle \rho \colon G\rightarrow \mathrm {GL} _{n}(\mathbb {C} )} einer endlichen Gruppe {\displaystyle G} in die Gruppe der invertierbaren n×n-Matrizen definiert den zugehörigen irreduziblen Charakter
{\displaystyle \chi _{\rho }\colon G\rightarrow \mathbb {C} ,\,\chi _{\rho }(g):=\mathrm {tr} (\rho (g))},
wobei {\displaystyle \mathrm {tr} } die Spurabbildung ist.
Dabei sind zwei irreduzible Darstellungen genau dann äquivalent, wenn die zugehörigen irreduziblen Charaktere gleich sind. Sind {\displaystyle g,h\in G} konjugiert, so ist {\displaystyle g=k^{-1}hk} für ein {\displaystyle k\in G} und daher folgt nach den Eigenschaften der Spur für einen Charakter {\displaystyle \chi =\chi _{\rho }}
{\displaystyle \chi (g)=\mathrm {tr} (\rho (g))=\mathrm {tr} (\rho (k^{-1}hk))=\mathrm {tr} (\rho (k)^{-1}\rho (h)\rho (k))=\mathrm {tr} (\rho (h))=\chi (h)},
das heißt, Charaktere sind auf Konjugationsklassen konstant. Daher ist ein Charakter bereits dadurch bestimmt, dass der Wert auf allen Konjugationsklassen angegeben wird.
Weiter kann man zeigen, dass es genauso viele irreduzible Charaktere gibt wie Konjugationsklassen. Daher kann man alle Charaktere durch ein quadratisches Schema beschreiben. Die Spalten dieses Schemas sind die Konjugationsklassen {\displaystyle C_{1},\ldots ,C_{r}}, die Zeilen die Charaktere {\displaystyle \chi _{1},\ldots ,\chi _{r}}. In der i-ten Zeile und j-ten Spalte steht der Wert von {\displaystyle \chi _{i}} auf der Konjugationsklasse {\displaystyle C_{j}}, das ist {\displaystyle \chi _{i}(c_{j})}, wobei mit {\displaystyle c_{j}\in C_{j}} ein Vertreterelement der Konjugationsklasse gewählt sei.
Unter den Charakteren gibt es ein ausgezeichnetes Element, nämlich den Charakter zur trivialen Darstellung, der auf allen Konjugationsklassen den Wert 1 annimmt, den man auch den trivialen Charakter nennt. Ferner gibt es eine triviale Konjugationsklasse, die aus dem neutralen Element 1 besteht. Der Wert eines jeden Charakters auf der trivialen Konjugationsklasse ist die Spur der Einheitsmatrix und damit gleich der Dimension {\displaystyle d_{i}} der i-ten irreduziblen Darstellung.
Man ordnet nun die Charaktere so an, dass {\displaystyle \chi _{1}} der triviale Charakter und {\displaystyle C_{1}=\{1\}} die triviale Konjugationsklasse ist. Für die weiteren Daten liegt keine Anordnung fest, viele Autoren wählen die erste Spalte aufsteigend sortiert. Die Spaltenbeschriftung besteht aus der Konjugationsklasse oder einem Vertreterelement, oft gibt man auch noch die Mächtigkeit der Konjugationsklasse an. Das führt zu folgender Übersicht, die man Charaktertafel nennt:
| {\displaystyle G}         | {\displaystyle 1}       | {\displaystyle \|C_{2}\|}        | {\displaystyle \ldots } | {\displaystyle \|C_{r}\|}        |
|                           | {\displaystyle 1}       | {\displaystyle c_{2}}            | {\displaystyle \ldots } | {\displaystyle c_{r}}            |
| ------------------------- | ----------------------- | -------------------------------- | ----------------------- | -------------------------------- |
| {\displaystyle \chi _{1}} | {\displaystyle 1}       | {\displaystyle 1}                | {\displaystyle \ldots } | {\displaystyle 1}                |
| {\displaystyle \chi _{2}} | {\displaystyle d_{2}}   | {\displaystyle \chi _{2}(c_{2})} | {\displaystyle \ldots } | {\displaystyle \chi _{2}(c_{r})} |
| {\displaystyle \vdots }   | {\displaystyle \vdots } | {\displaystyle \vdots }          | {\displaystyle \ddots } | {\displaystyle \vdots }          |
| {\displaystyle \chi _{r}} | {\displaystyle d_{r}}   | {\displaystyle \chi _{r}(c_{2})} | {\displaystyle \ldots } | {\displaystyle \chi _{r}(c_{r})} |

Diese Charaktertafel enthält wichtige Gruppendaten. Zwar kann man daraus nicht die Gruppe rekonstruieren, doch enthält sie genügend Informationen, wichtige Eigenschaften der Gruppe zu entscheiden. Oft gelingt es, Daten der Charaktertafel zu ermitteln, ohne die Gruppe genau zu kennen. Dazu dienen verschiedene Sätze, wie zum Beispiel die Tatsache, dass
{\displaystyle 1+d_{2}^{2}+d_{3}^{2}+\ldots +d_{r}^{2}=|G|}
und vor allem die schurschen Orthogonalitätsrelationen.

## Beispiele

### Zyklische Gruppen
Es sei {\displaystyle G=\mathbb {Z} _{r}} die zyklische Gruppe mit {\displaystyle r} Elementen. Die Elemente werden mit {\displaystyle [0],[1],\ldots [r-1]} bezeichnet. Sei {\displaystyle \omega =e^{2\pi i/r}\in \mathbb {C} }. Dann erhält man folgende Charaktertafel:
| {\displaystyle \mathbb {Z} _{r}} | {\displaystyle 1}       | {\displaystyle 1}             | {\displaystyle 1}             | {\displaystyle \ldots } | {\displaystyle 1}             |
|                                  | {\displaystyle [0]}     | {\displaystyle [1]}           | {\displaystyle [2]}           | {\displaystyle \ldots } | {\displaystyle [r-1]}         |
| -------------------------------- | ----------------------- | ----------------------------- | ----------------------------- | ----------------------- | ----------------------------- |
| {\displaystyle \chi _{1}}        | {\displaystyle 1}       | {\displaystyle 1}             | {\displaystyle 1}             | {\displaystyle \ldots } | {\displaystyle 1}             |
| {\displaystyle \chi _{2}}        | {\displaystyle 1}       | {\displaystyle \omega }       | {\displaystyle \omega ^{2}}   | {\displaystyle \ldots } | {\displaystyle \omega ^{r-1}} |
| {\displaystyle \chi _{3}}        | {\displaystyle 1}       | {\displaystyle \omega ^{2}}   | {\displaystyle \omega ^{4}}   | {\displaystyle \ldots } | {\displaystyle \omega ^{r-2}} |
| {\displaystyle \vdots }          | {\displaystyle \vdots } | {\displaystyle \vdots }       | {\displaystyle \vdots }       | {\displaystyle \ddots } | {\displaystyle \vdots }       |
| {\displaystyle \chi _{r}}        | {\displaystyle 1}       | {\displaystyle \omega ^{r-1}} | {\displaystyle \omega ^{r-2}} | {\displaystyle \ldots } | {\displaystyle \omega }       |

Es ist {\displaystyle \chi _{i}([j])=\omega ^{(i-1)j}}.

### Kleinsche Vierergruppe
Es sei {\displaystyle V_{4}=\{1,a,b,ab\}} die kleinsche Vierergruppe. Da {\displaystyle V_{4}\cong \mathbb {Z} _{2}\times \mathbb {Z} _{2}} und da man zeigen kann, dass die Charaktere eines direkten Produktes von Gruppen die Produkte der Charaktere der Faktoren dieses Produktes sind, kann man die Charaktertafel aus derjenigen von {\displaystyle \mathbb {Z} _{2}} gewinnen. Man erhält:
| {\displaystyle V_{4}}     | {\displaystyle 1} | {\displaystyle 1}  | {\displaystyle 1}  | {\displaystyle 1}  |
|                           | {\displaystyle 1} | {\displaystyle a}  | {\displaystyle b}  | {\displaystyle ab} |
| ------------------------- | ----------------- | ------------------ | ------------------ | ------------------ |
| {\displaystyle \chi _{1}} | {\displaystyle 1} | {\displaystyle 1}  | {\displaystyle 1}  | {\displaystyle 1}  |
| {\displaystyle \chi _{2}} | {\displaystyle 1} | {\displaystyle 1}  | {\displaystyle -1} | {\displaystyle -1} |
| {\displaystyle \chi _{3}} | {\displaystyle 1} | {\displaystyle -1} | {\displaystyle 1}  | {\displaystyle -1} |
| {\displaystyle \chi _{4}} | {\displaystyle 1} | {\displaystyle -1} | {\displaystyle -1} | {\displaystyle 1}  |

### Symmetrische Gruppe S3
Die symmetrische Gruppe S3 muss neben dem trivialen Homomorphismus und der Signumfunktion mindestens einen weiteren irreduziblen Charakter {\displaystyle \chi _{3}} haben und mindestens einen mit Dimension größer als 1, da die Gruppe sonst abelsch wäre. Da die Summe der Quadrate der Dimensionen gleich der Gruppenordnung ist, bleibt nur {\displaystyle d_{3}=2} und mittels der Orthogonalitätsrelationen sind auch die beiden anderen Werte von {\displaystyle \chi _{3}} festgelegt. Man erhält:
| {\displaystyle S_{3}}     | {\displaystyle 1} | {\displaystyle 3}     | {\displaystyle 2}       |
|                           | {\displaystyle 1} | {\displaystyle (1,2)} | {\displaystyle (1,2,3)} |
| ------------------------- | ----------------- | --------------------- | ----------------------- |
| {\displaystyle \chi _{1}} | {\displaystyle 1} | {\displaystyle 1}     | {\displaystyle 1}       |
| {\displaystyle \chi _{2}} | {\displaystyle 1} | {\displaystyle -1}    | {\displaystyle 1}       |
| {\displaystyle \chi _{3}} | {\displaystyle 2} | {\displaystyle 0}     | {\displaystyle -1}      |

### Nichtabelsche 8-elementige Gruppe
Allein aus der Kenntnis, dass eine Gruppe {\displaystyle G} 8 Elemente hat und nicht abelsch ist, lässt sich die Charaktertafel konstruieren. Da {\displaystyle G} eine 2-Gruppe ist, kann das Zentrum {\displaystyle Z} nicht trivial sein und {\displaystyle G/Z} hat 2 oder 4 Elemente und kann nicht zyklisch sein, da sonst {\displaystyle G} abelsch wäre. Also muss {\displaystyle G/Z\cong V_{4}} sein. Da es wegen {\displaystyle 3^{2}=9>8} höchstens irreduzible Charaktere der Dimension 2 geben kann, da es mit dem trivialen Charakter immer einen der Dimension 1 gibt und da die Summe der Quadrate der Dimensionen 8 ergeben muss, bleibt nur die Möglichkeit von 5 irreduziblen Charakteren der Dimensionen 1,1,1,1,2. Also muss es auch 5 Konjugationsklassen geben, deren jeweiliger Vertreter mit {\displaystyle 1,-1,a,b,c} bezeichnet sei, wobei {\displaystyle -1\in Z}. Mittels {\displaystyle |Z|=2}, {\displaystyle G/Z\cong V_{4}} und Orthogonalitätsrelationen kann man zeigen, dass notwendig folgende Charaktertafel vorliegen muss:
| {\displaystyle G}         | {\displaystyle 1} | {\displaystyle 1}  | {\displaystyle 2}  | {\displaystyle 2}  | {\displaystyle 2}  |
|                           | {\displaystyle 1} | {\displaystyle -1} | {\displaystyle a}  | {\displaystyle b}  | {\displaystyle c}  |
| ------------------------- | ----------------- | ------------------ | ------------------ | ------------------ | ------------------ |
| {\displaystyle \chi _{1}} | {\displaystyle 1} | {\displaystyle 1}  | {\displaystyle 1}  | {\displaystyle 1}  | {\displaystyle 1}  |
| {\displaystyle \chi _{2}} | {\displaystyle 1} | {\displaystyle 1}  | {\displaystyle 1}  | {\displaystyle -1} | {\displaystyle -1} |
| {\displaystyle \chi _{3}} | {\displaystyle 1} | {\displaystyle 1}  | {\displaystyle -1} | {\displaystyle 1}  | {\displaystyle -1} |
| {\displaystyle \chi _{4}} | {\displaystyle 1} | {\displaystyle 1}  | {\displaystyle -1} | {\displaystyle -1} | {\displaystyle 1}  |
| {\displaystyle \chi _{5}} | {\displaystyle 2} | {\displaystyle -2} | {\displaystyle 0}  | {\displaystyle 0}  | {\displaystyle 0}  |

Da es mit der Diedergruppe D4 und der Quaternionengruppe zwei nicht-isomorphe nichtabelsche Gruppen der Ordnung 8 gibt, zeigt dieses Beispiel, dass sich die Gruppe nicht aus der Charaktertafel rekonstruieren lässt.

### Alternierende Gruppe A4
Die alternierende Gruppe A4 ist nichtabelsch und hat 4 Konjugationsklassen. Für die Dimensionen der Darstellungsräume bleibt dann nur noch die Folge 1,1,1,3 und es ergibt sich
| {\displaystyle A_{4}}     | {\displaystyle 1} | {\displaystyle 3}            | {\displaystyle 4}                                | {\displaystyle 4}                                |
|                           | {\displaystyle 1} | {\displaystyle (1,2)\,(3,4)} | {\displaystyle (1,2,3)}                          | {\displaystyle (1,3,2)}                          |
| ------------------------- | ----------------- | ---------------------------- | ------------------------------------------------ | ------------------------------------------------ |
| {\displaystyle \chi _{1}} | {\displaystyle 1} | {\displaystyle 1}            | {\displaystyle 1}                                | {\displaystyle 1}                                |
| {\displaystyle \chi _{2}} | {\displaystyle 1} | {\displaystyle 1}            | {\displaystyle \textstyle e^{\frac {2\pi i}{3}}} | {\displaystyle \textstyle e^{\frac {4\pi i}{3}}} |
| {\displaystyle \chi _{3}} | {\displaystyle 1} | {\displaystyle 1}            | {\displaystyle \textstyle e^{\frac {4\pi i}{3}}} | {\displaystyle \textstyle e^{\frac {2\pi i}{3}}} |
| {\displaystyle \chi _{4}} | {\displaystyle 3} | {\displaystyle -1}           | {\displaystyle 0}                                | {\displaystyle 0}                                |

### Alternierende Gruppe A5
Die Überlegungen für die Charaktertafel der alternierenden Gruppe A5 fallen schon etwas komplizierter aus. Daher soll hier nur das Ergebnis angegeben werden:
| {\displaystyle A_{5}}     | {\displaystyle 1} | {\displaystyle 15}           | {\displaystyle 20}      | {\displaystyle 12}                         | {\displaystyle 12}                         |
|                           | {\displaystyle 1} | {\displaystyle (1,2)\,(3,4)} | {\displaystyle (1,2,3)} | {\displaystyle (1,2,3,4,5)}                | {\displaystyle (1,3,5,2,4)}                |
| ------------------------- | ----------------- | ---------------------------- | ----------------------- | ------------------------------------------ | ------------------------------------------ |
| {\displaystyle \chi _{1}} | {\displaystyle 1} | {\displaystyle 1}            | {\displaystyle 1}       | {\displaystyle 1}                          | {\displaystyle 1}                          |
| {\displaystyle \chi _{2}} | {\displaystyle 4} | {\displaystyle 0}            | {\displaystyle 1}       | {\displaystyle -1}                         | {\displaystyle -1}                         |
| {\displaystyle \chi _{3}} | {\displaystyle 5} | {\displaystyle 1}            | {\displaystyle -1}      | {\displaystyle 0}                          | {\displaystyle 0}                          |
| {\displaystyle \chi _{4}} | {\displaystyle 3} | {\displaystyle -1}           | {\displaystyle 0}       | {\displaystyle {\frac {1+{\sqrt {5}}}{2}}} | {\displaystyle {\frac {1-{\sqrt {5}}}{2}}} |
| {\displaystyle \chi _{5}} | {\displaystyle 3} | {\displaystyle -1}           | {\displaystyle 0}       | {\displaystyle {\frac {1-{\sqrt {5}}}{2}}} | {\displaystyle {\frac {1+{\sqrt {5}}}{2}}} |

### Symmetrische Gruppe S5
Schließlich soll mit der Charaktertafel der symmetrischen Gruppe {\displaystyle S_{5}} noch ein etwas größeres Beispiel angegeben werden:
| {\displaystyle S_{5}}     | {\displaystyle 1} | {\displaystyle 10}    | {\displaystyle 15}           | {\displaystyle 20}      | {\displaystyle 30}        | {\displaystyle 20}             | {\displaystyle 24}          |
|                           | {\displaystyle 1} | {\displaystyle (1,2)} | {\displaystyle (1,2)\,(3,4)} | {\displaystyle (1,2,3)} | {\displaystyle (1,2,3,4)} | {\displaystyle (1,2,3)\,(4,5)} | {\displaystyle (1,2,3,4,5)} |
| ------------------------- | ----------------- | --------------------- | ---------------------------- | ----------------------- | ------------------------- | ------------------------------ | --------------------------- |
| {\displaystyle \chi _{1}} | {\displaystyle 1} | {\displaystyle 1}     | {\displaystyle 1}            | {\displaystyle 1}       | {\displaystyle 1}         | {\displaystyle 1}              | {\displaystyle 1}           |
| {\displaystyle \chi _{2}} | {\displaystyle 1} | {\displaystyle -1}    | {\displaystyle 1}            | {\displaystyle 1}       | {\displaystyle -1}        | {\displaystyle -1}             | {\displaystyle 1}           |
| {\displaystyle \chi _{3}} | {\displaystyle 4} | {\displaystyle 2}     | {\displaystyle 0}            | {\displaystyle 1}       | {\displaystyle 0}         | {\displaystyle -1}             | {\displaystyle -1}          |
| {\displaystyle \chi _{4}} | {\displaystyle 4} | {\displaystyle -2}    | {\displaystyle 0}            | {\displaystyle 1}       | {\displaystyle 0}         | {\displaystyle 1}              | {\displaystyle -1}          |
| {\displaystyle \chi _{5}} | {\displaystyle 5} | {\displaystyle 1}     | {\displaystyle 1}            | {\displaystyle -1}      | {\displaystyle -1}        | {\displaystyle 1}              | {\displaystyle 0}           |
| {\displaystyle \chi _{6}} | {\displaystyle 5} | {\displaystyle -1}    | {\displaystyle 1}            | {\displaystyle -1}      | {\displaystyle 1}         | {\displaystyle -1}             | {\displaystyle 0}           |
| {\displaystyle \chi _{7}} | {\displaystyle 6} | {\displaystyle 0}     | {\displaystyle -2}           | {\displaystyle 0}       | {\displaystyle 0}         | {\displaystyle 0}              | {\displaystyle 1}           |

## Eigenschaften der Charaktertafel
Wie das Beispiel der nichtabelschen Gruppen der Ordnung 8 zeigt, kann man die Gruppe im Allgemeinen nicht aus der Charaktertafel rekonstruieren. Dennoch lassen sich gewisse Gruppeneigenschaften ablesen.
Eine Gruppe ist genau dann abelsch (kommutativ), wenn alle irreduziblen Darstellungen eindimensional sind, das heißt, wenn die erste Spalte der Gruppentafel nur Einsen enthält.
Man kann zeigen, dass für jeden irreduziblen Charakter {\displaystyle N_{\chi }=\{g\in G|\chi (g)=\chi (1)\}} ein Normalteiler ist und jeder andere Normalteiler Durchschnitt solcher {\displaystyle N_{\chi }} ist.
Insbesondere ist eine Gruppe genau dann einfach, wenn in jeder Zeile ab der zweiten der Wert der ersten Spalte in der Zeile (d. i. die Dimension des zugehörigen Darstellungsraums) kein zweites Mal in dieser Zeile vorkommt. Man liest daher leicht ab, dass {\displaystyle A_{5}} einfach ist. Die zweite Zeile der Charaktertafel der {\displaystyle A_{4}} zeigt, dass diese Gruppe nicht einfach ist.
Da man mit den {\displaystyle N_{\chi }} die Normalteiler und deren Teilmengenbeziehungen kennt, kann man auch Verfahren angeben, mit denen man Auflösbarkeit und mit etwas mehr Aufwand auch Nilpotenz ablesen kann.

## Anwendung in der Chemie
Schließt man nun aus den Symmetrieelementen oder unter Zuhilfenahme des Schoenflies-Schemas auf die Punktgruppe eines Moleküls, kann man mit Hilfe der Charaktertafel auf bestimmte Eigenschaften des Stoffes schließen.

### Beispiel
Die Charaktertafel der {\displaystyle C_{2v}}-Punktgruppe (kleinsche Vierergruppe, hier in der Schoenflies-Symbolik geschrieben) wird wie folgt mit chemisch relevanten Informationen erweitert
| {\displaystyle C_{2v}} | {\displaystyle E} | {\displaystyle C_{2}} | {\displaystyle \sigma _{v}(xz)} | {\displaystyle \sigma _{v}'(yz)} | {\displaystyle h=4}     |                                   |
| ---------------------- | ----------------- | --------------------- | ------------------------------- | -------------------------------- | ----------------------- | --------------------------------- |
| {\displaystyle A_{1}}  | {\displaystyle 1} | {\displaystyle 1}     | {\displaystyle 1}               | {\displaystyle 1}                | {\displaystyle z}       | {\displaystyle x^{2},y^{2},z^{2}} |
| {\displaystyle A_{2}}  | {\displaystyle 1} | {\displaystyle 1}     | {\displaystyle -1}              | {\displaystyle -1}               | {\displaystyle R_{z}}   | {\displaystyle xy}                |
| {\displaystyle B_{1}}  | {\displaystyle 1} | {\displaystyle -1}    | {\displaystyle 1}               | {\displaystyle -1}               | {\displaystyle x,R_{y}} | {\displaystyle xz}                |
| {\displaystyle B_{2}}  | {\displaystyle 1} | {\displaystyle -1}    | {\displaystyle -1}              | {\displaystyle 1}                | {\displaystyle y,R_{x}} | {\displaystyle yz}                |

Die erste Bezeichnung ist die Punktgruppe, in der ersten Zeile stehen die Symmetrieelemente R, die in ihr enthalten sind. Kommt ein Symmetrieelement n-mal vor, dann schreibt man {\displaystyle nR} oder stellt wie oben eine weitere Zeile mit den Anzahlen voran. In diesem Fall sind alle Anzahlen gleich 1. Die {\displaystyle nR} Symmetrieelemente bilden eine Klasse mit der Ordnung {\displaystyle n}. Die Gesamtzahl der Symmetrieelemente ist die Ordnung der Gruppe. Im Beispiel der Punktgruppe {\displaystyle C_{2v}} ist die Ordnung vier ({\displaystyle h=4}).
In der ersten Spalte stehen die irreduziblen Darstellungen {\displaystyle \Gamma _{i}}. Im obenstehenden Beispiel sind diese in lateinischen Buchstaben mit Indices, den sogenannten Mulliken-Symbolen wiedergegeben. In den folgenden Spalten stehen die Werte der Charaktere {\displaystyle \chi ^{R}} (hier: −1 und +1).
In den letzten beiden Spalten stehen die Basen der irreduziblen Darstellungen, bzw. Orbitale, die sich wie eine irreduzible Darstellung transformieren. Man sagt z. B. die Drehung um die z-Achse {\displaystyle R_{z}} transformiert wie {\displaystyle A_{2}}.

Die vorletzte Spalte erlaubt Rückschlüsse darauf, ob eine Molekülbewegung – in ihrer Symmetrie charakterisiert durch ihre irreduzible Darstellung {\displaystyle \Gamma _{i}} – in der Infrarotspektroskopie oder ein elektronischer Übergang zwischen zwei Orbitalen in der UV/VIS-Spektroskopie sichtbar sein kann (transformiert wie {\displaystyle x,y,z}, zeigt also Translation – wobei es jeweils zu einer Dipolmomentänderung kommt). Oder ob, wie aus der letzten Spalte hervorgeht, die Molekülbewegung mittels Raman-Streuung nachweisbar ist (transformiert wie {\displaystyle xy,xz,yz} sowie {\displaystyle x^{2},y^{2},z^{2},x^{2}-y^{2}}, also entsprechend dem Polarisierbarkeitstensor mit verbundener Polarisierbarkeitsänderung).

### Rotationen und Schwingungen
- Die Angaben {\displaystyle R_{x}}, {\displaystyle R_{y}} und {\displaystyle R_{z}} beziehen sich auf Molekülrotationen in x-, y- und z-Richtung, die wie die irreduziblen Darstellungen transformieren. z. B. transformiert bei einem Molekül der Punktgruppe {\displaystyle C_{2v}} die Rotation um die z-Achse {\displaystyle R_{z}} wie {\displaystyle A_{2}}.

Die Eigenschwingungen des Moleküls transformieren ebenfalls wie eine der irreduziblen Darstellungen der Punktgruppe des Moleküls.

### Orbitale
Die Symmetrien der Basis-Orbitale eines Moleküls lassen sich ebenfalls einer irreduziblen Darstellung der Punktgruppe zuordnen.
Hat ein Charakter bei einer bestimmten Darstellung und einem bestimmten Symmetrieelement z. B. den Charakter „+1“, dann ändert sich das Vorzeichen der Wellenfunktion bei Anwendung dieses Symmetrieelements nicht. Ist er „-1“ dann ändert es sich.

### Beispiel (Fortsetzung)
Ein Molekül gehöre zur Punktgruppe {\displaystyle C_{2v}} (siehe Charaktertafel oben). Zu seinem Basissatz gehöre das {\displaystyle p_{x}}-Orbital, das auf der {\displaystyle x}-Achse liegt und wie {\displaystyle B_{1}} transformiert. Spiegelung an der {\displaystyle xz}-Spiegelebene bewirkt keine Änderung des Orbitals, es wird auf sich selbst abgebildet, der Charakter ist „+1“. Spiegelt man das {\displaystyle x}-Orbital dagegen an der {\displaystyle yz}-Ebene, ändert sich das Vorzeichen der Wellenfunktion, der Charakter ist also „-1“, wie aus der Charaktertafel erkennbar.

### Reduzible und irreduzible Darstellungen, ausreduzieren
Eine irreduzible Darstellung {\displaystyle \Gamma _{\mathrm {red} }} besitzt nur {\displaystyle {0}} und {\displaystyle L} als invariante Unterräume. Alle anderen Unterräume mixen. Eine reduzible Darstellung zerfällt in verschiedene Unterräume.
Wenn eine Darstellung  {\displaystyle \rho } vollständig reduzibel ist, kann sie als direkte Summe von irreduziblen Darstellungen betrachtet werden. Nicht jede reduzible Darstellung ist vollständig reduzibel.
Bei vollständig reduziblen Darstellungen können die Anteile {\displaystyle a_{i}} der irreduziblen Darstellungen in einer reduziblen Darstellung durch Raten oder folgende Formel ermittelt werden:
{\displaystyle a_{i}={1 \over h}\sum _{R}n\chi ^{R}\chi _{i}^{R}}
{\displaystyle h} ist die Ordnung der Gruppe, {\displaystyle n} die Ordnung der Klasse, {\displaystyle \chi _{i}^{R}} der Charakter der jeweiligen irreduziblen Darstellung {\displaystyle \Gamma _{i}} und {\displaystyle \chi ^{R}} der Charakter der reduziblen Darstellung {\displaystyle \Gamma _{\mathrm {red} }}.
{\displaystyle \Gamma _{\mathrm {red} }=\sum _{R}a_{i}\Gamma _{i}}